# Saluto nell'antica Roma
Presso gli antichi romani quando ci si incontrava per strada, per salutare un conoscente ci si limitava ad un semplice salve oppure (h)ave, seguiti o meno dal nome della persona in questione. La risposta era "salve (ave) et tu" ovvero "salute anche a te!"
Se ci si fermava per scambiare qualche semplice parola, la formula più usata era quid agis?, ovvero, "come va?" oppure "cosa fai?". La stretta di mano non era molto comune, essa era infatti limitata a situazioni particolari, come l'incontro dopo una lunga assenza o solo come espressione di una particolare vicinanza (familiari intimi e amici molto cari).
Nell'epoca imperiale divenne piuttosto comune (in modo particolare nella classe dirigente) anche il bacio, talvolta seguito da un caloroso abbraccio.
Alcuni pensano che l'inchino fosse del tutto sconosciuto e sarebbe stato indegno di un uomo libero mentre altri storici pensano che l'inchino si usasse come forma devozionale soprattutto verso autorità religiose. Nell'epoca tardo antica e nel medioevo i passanti salutavano  scoprendosi il capo, questo per significare il mettersi sullo stesso piano del salutato eliminando ogni differenza sociale. Il copricapo infatti identificava la funzione sociale e l'appartenenza ad una categoria o corporazione.

## La "salutatio matutina"
Una particolare forma di saluto era la salutatio matutina che i clienti erano tenuti a rendere al patrono, in casa di lui.
Nato certamente da una forma regolata di lavoro dipendente (cliens è infatti "colui che obbedisce"), il rapporto clientelare era inizialmente un impegno di carattere etico-religioso e non giuridico: il padrone, che aveva maggior influenza sociale, garantiva sicurezza, consiglio in materia di diritto e assistenza durante i processi; in cambio il cliente doveva offrire i suoi migliori servigi: prestazioni di lavoro (a volte sporco e rischioso), partecipazione al seguito in tempo di guerra, contributi finanziari e infine il sostegno in caso di candidatura a qualche carica.
"Un'adunata" dimostrativa di molti clienti dava grande prestigio al patrono: da qui la convocazione del saluto, la salutatio, mattutina al patrono, alla quale dovevano partecipare tutti i suoi clienti.
La salutatio si svolgeva tra la prima e la seconda ora del giorno, quindi poco dopo il sorgere del sole, tanto che molti clienti dovevano partire quando ancora era buio. Essendo una questione di rappresentanza, dovevano esibire un abbigliamento consono, da romani liberi: la toga di lana, anche nelle giornate calde dell'estate. Nell'atrio del palazzo regnava spesso una gran ressa, e, a volte, proprio per questo i clienti venivano cacciati. Chi riusciva ad arrivare alla presenza del padrone, non diceva altro che un semplice "ave, domine", a volte "ave, rex". Alcuni sostengono che il patrono, se non si trattava di amici o alte personalità, manteneva un atteggiamento sprezzante e spesso non rispondeva ai saluti.

## La salutatio militaris
Sulla base di raffigurazioni artistiche e descrizioni letterarie, diversi storici sono giunti alla conclusione che l'antico saluto militare dei romani (salutatio militaris) fosse pressoché analogo al saluto militare moderno. Consisteva cioè nel portare la mano all'altezza dell'elmo.

## Il saluto nelle lettere
"M. Cicerone saluta D. Bruto, console designato."  (Cic. Fam. XI,25)
Le formule di inizio e commiato delle lettere romane erano fisse, e seguivano le seguenti regole:
```
 il mittente al 
nominativo

 il destinatario al 
dativo
```

Si usavano formule del tipo:
```
 
Cicero Attico
 
S
alutem 
D
icit
 
C. Cassius
 
S
alutem 
P
lurimam 
D
icit 
M. Ciceroni
```

A volte si usava anche solo Salutem.
Quanto più si era in confidenza con il destinatario, tanto più brevi si facevano le formule d'inizio, rinunciando a cariche e titoli.
Per la conclusione si usavano formule del tipo:
```
 
S
i 
V
ales 
B
ene 
E
st; 
E
go 
V
aleo :
se stai bene tu, sto bene anch'io

 
Vale
 :
addio

 
cura, ut valeas
 :
cerca di star bene

 
tu ad me velim litteras crebrius mittas
 :
vorrei che mi scrivessi più spesso
```